# MAN SG 242 H
Le MAN SG 242 H ou MAN SG 292 H est un autobus articulé construit par MAN et Göppel Bus de 1985 à 1990.

## Histoire
En 1985, le MAN SG 242 H ou MAN SG 292 H remplace le MAN SG 240 H. Le moteur se trouve toujours à l'arrière et il est produit par Göppel Bus à Augsbourg.
Peu d'exemplaires ont été produits en raison de l'arrivée rapide du MAN SG 242.
La production cesse en 1990 et le MAN SG 242 le remplace.

## Caractéristiques techniques
Cet autobus possède 54 places assises.
- Longueur             = 16,560 m
- Largeur              = 2,500 m
- Hauteur              = 2,945 m
- Poids à vide         = 23,600 t
- Puissance            = 240 ch et 280 ch